# Herb gminy Dąbrowa (powiat mogileński)
Herb gminy Dąbrowa – jeden z symboli gminy Dąbrowa.

## Wygląd i symbolika
Herb przedstawia na tarczy koloru zielonego w centralnej części wizerunek dębu złotego, otoczony srebrną chustą (symbol pochodzący z herbu Nałęcz). 